# Championnat de république démocratique du Congo de football 2018-2019
Navigation
Saison précédente Saison suivante
La saison 2018-2019 du Championnat de république démocratique du Congo de football est la soixante-deuxième édition de la première division en république démocratique du Congo, la Ligue Nationale de Football. La compétition rassemble les meilleures formations du pays.
À partir de cette saison le championnat se joue avec une poule unique de 16 équipes qui se rencontrent deux fois en match aller et retour. Les trois derniers du classement sont relégués en deuxième division.
Le club TP Mazembe remporte le championnat, et est avec 17 titres le club le plus titré de la RD Congo.

## Les clubs participants
| AS Vita Club TP Mazembe DC Motema Pembe SM Sanga Balende FC Saint Éloi Lupopo AS Maniema Union CS Don Bosco FC Mont Bleu Académic Club Rangers JS Groupe Bazano AS Dauphins Noirs AS Bilima Lubumbashi Sport OC Muungano FC Renaissance AS Nyuki |

Les treize premiers du Championnat 
- CS Don Bosco
- JS Groupe Bazano
- Lubumbashi Sport
- FC Saint Eloi Lupopo
- SM Sanga Balende
- TP Mazembe
- AS Nyuki - Promu de D2
- Maniema Union
- AS Dauphins Noirs
- OC Muungano
- FC Mont Bleu
- AS Dragons Bilima
- DC Motema Pembe
- FC Renaissance du Congo
- Académic Club Rangers
- AS Vita Club

## Compétition
Le barème utilisé pour le classement est le suivant :
- Victoire : 3 points
- Match nul : 1 point
- Défaite, abandon ou forfait : 0 point

### Classement
| Rang | Équipe                  | Pts | J  | G  | N  | P  | Bp | Bc | Diff |
| ---- | ----------------------- | --- | -- | -- | -- | -- | -- | -- | ---- |
| 1    | TP Mazembe              | 83  | 30 | 27 | 2  | 1  | 82 | 11 | +71  |
| 2    | AS Vita ClubT           | 74  | 30 | 23 | 5  | 2  | 60 | 15 | +45  |
| 3    | DC Motema Pembe         | 63  | 30 | 19 | 6  | 5  | 47 | 25 | +22  |
| 4    | Maniema UnionC          | 57  | 30 | 17 | 6  | 7  | 40 | 23 | +17  |
| 5    | SM Sanga Balende        | 42  | 30 | 11 | 9  | 10 | 36 | 29 | +7   |
| 6    | St Eloi Lupopo          | 41  | 30 | 10 | 11 | 9  | 25 | 25 | 0    |
| 7    | AS Dauphins Noirs       | 40  | 30 | 11 | 7  | 12 | 29 | 41 | -12  |
| 8    | AS Nyuki P              | 38  | 30 | 10 | 8  | 12 | 28 | 32 | -4   |
| 9    | FC Renaissance du Congo | 38  | 30 | 10 | 8  | 12 | 28 | 40 | -12  |
| 10   | Académic Club Rangers   | 37  | 30 | 10 | 7  | 13 | 30 | 30 | 0    |
| 11   | CS Don Bosco            | 36  | 30 | 9  | 9  | 12 | 34 | 36 | -2   |
| 12   | JS Groupe Bazano        | 34  | 30 | 9  | 7  | 14 | 25 | 30 | -5   |
| 13   | Lubumbashi Sport        | 32  | 30 | 8  | 8  | 14 | 35 | 42 | -7   |
| 14   | FC Mont Bleu            | 30  | 30 | 7  | 9  | 14 | 25 | 43 | -18  |
| 15   | AS Dragons Bilima       | 14  | 30 | 3  | 5  | 22 | 12 | 53 | -41  |
| 16   | OC Muungano             | 7   | 30 | 2  | 1  | 27 | 10 | 71 | -61  |

|  | Qualification pour la Ligue des champions de la CAF 2019-2020 |
|  | Qualification pour la Coupe de la confédération 2019-2020     |
|  | Relégation en deuxième division                               |
|  | T : Tenant du titre P : Club promu de D2                      |

- l'OC Muungano est disqualifié après trois forfaits[2],[3],[4],[5],[6]

## Bilan de la saison
| Championnat de république démocratique du Congo de football 2018-2019 |                        |
| Champion                                                              | TP Mazembe (17e titre) |
| Coupes et trophées                                                    |                        |
| Vainqueur de la Coupe de république démocratique du Congo 2018-2019   | Maniema Union          |
| Qualifications continentales                                          |                        |
| Ligue des champions de la CAF 2019-2020                               | TP Mazembe             |
| Ligue des champions de la CAF 2019-2020                               | AS Vita Club           |
| Coupe de la confédération 2019-2020                                   | Maniema Union          |
| Coupe de la confédération 2019-2020                                   | DC Motema Pembe        |
| Promotions et relégations                                             |                        |
| Promus en Vodacom Ligue 1                                             | AS Simba               |
| Promus en Vodacom Ligue 1                                             | RC Kinshasa            |
| Promus en Vodacom Ligue 1                                             | OC Bukavu Dawa         |
| Relégués en Ligue 2                                                   | FC Mont Bleu           |
| Relégués en Ligue 2                                                   | AS Dragons Bilima      |
| Relégués en Ligue 2                                                   | OC Muungano            |

## Vodacom Ligue 1 Awards
Au mois de septembre, lors de la Vodacom Ligue 1 Awards, il y a l'élection du meilleur joueur, gardien, défenseur, entraîneur, milieu, buteur, arbitre, équipe, sponsor ainsi que du joueur révélation de la saison, équipe révélation de la saison, équipe fair-play,,.
| Meilleur joueur | Meilleur gardien | Meilleur défenseur | Meilleur entraîneur     | Meilleur milieu | Meilleur buteur        | Joueur révélation de la saison | Meilleur arbitre  | Meilleure équipe | Équipe révélation de la saison | Équipe fair-play | Lifetime achievement | Meilleur sponsor |
| --------------- | ---------------- | ------------------ | ----------------------- | --------------- | ---------------------- | ------------------------------ | ----------------- | ---------------- | ------------------------------ | ---------------- | -------------------- | ---------------- |
| Jackson Muleka  | Sylvain Gbohouo  | Kabaso Chongo      | Pamphile Mihayo Kazembe | Teji Lutomadio  | Jackson Muleka 25 buts | Éric Kabwe                     | Nehushiye Makombo | TP Mazembe       | AS Nyuki                       | TP Mazembe       | Pierre Ndaye Mulamba | Vodacom          |

## Parcours en coupes d'Afrique

### Parcours africain des clubs
Le parcours des clubs congolais en coupes d'Afrique est important puisqu'il détermine le Classement 5-Year de la CAF, et donc le nombre de clubs congolais présents en coupes d'Afrique les années suivantes.
| Club            | Compétition               | Résultat         | Ultime(s) adversaire(s) | Ultime(s) adversaire(s) | Ultime(s) adversaire(s) |
| --------------- | ------------------------- | ---------------- | ----------------------- | ----------------------- | ----------------------- |
| AS Vita Club    | Ligue des champions       | Phase des goupes | Al Ahly                 | Simba SC                | JS Saoura               |
| TP Mazembe      | Ligue des champions       | 1/2 finale       | ES Tunis                | ES Tunis                | ES Tunis                |
| DC Motema Pembe | Coupe de la Confédération | Premier tour     | FC San-Pédro            | FC San-Pédro            | FC San-Pédro            |
| AS Nyuki        | Coupe de la Confédération | Premier tour     | Petro Atlético          | Petro Atlético          | Petro Atlético          |